# Benedikt Brydern

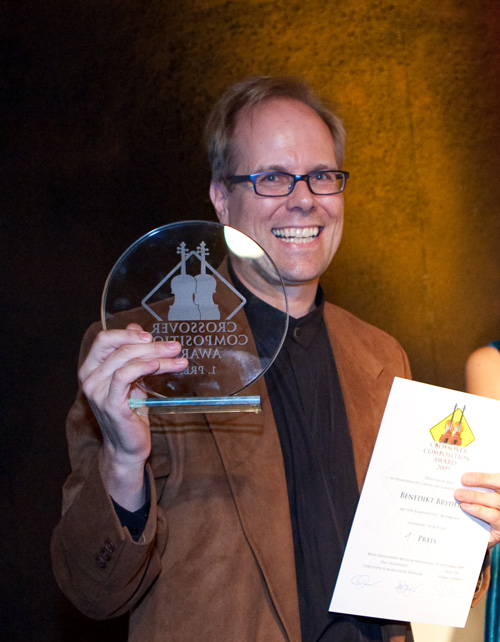
Benedikt Brydern, Gewinner des Crossover Composition Award 2009

Benedikt Brydern ist ein deutscher Violinist, Produzent und Komponist.
Benedikt Brydern absolvierte ein Studium der Musik mit den Schwerpunkten Geige und Klavier am Richard-Strauss-Konservatorium in München. Nach seinem Abschluss im Jahr 1992 studierte er im Studiengang für Filmmusik an der University of Southern California (Thornton School of Music) in Los Angeles.
Er komponierte die Musik für Filme wie Der geheimnisvolle Ritter, den Dokumentarfilm Rhyme & Reason und für einige Independentfilme. Standing Ovation, sein neuestes Projekt, kam 2010 in den USA in die Kinos. Außerdem spielte er Geige für die Musik verschiedener Filme, Videospiele und Fernsehserien (Battlestar Galactica, Terminator: The Sarah Connor Chronicles, Cats & Dogs: Die Rache der Kitty Kahlohr und Command & Conquer).

## Preise und Auszeichnungen
- Rotary International Ambassadorial Scholarship
- Marmor Composition Award (zweimal, Stanford University)
- Gewinn der William Lincer Foundation Chamber Music Competition (2002)
- Auftrag zur Komposition eines Stücks für Composer’s Symposium at the Bach Festival in Eugene, Ore. (2004)
- Gewinner des Crossover Composition Award (2009)
- Gewinner des Crossover Composition Award (2015)
- National Finalist des Rapido Composition Contests (2020 und 2024) initiiert von den Atlanta Chamber Players, USA